# Nader Takmil Homayoun
Nader Takmil Homayoun (en persan : نادر تکمیل همایون) est un réalisateur et scénariste franco-iranien, né à Paris le 27 novembre 1968.

## Biographie
Né à Paris, Nader Takmil Homayoun étudie ensuite les lettres en Iran puis y travaille comme journaliste et critique de cinéma. En 1993, il passe le concours de La Fémis et décide de vivre en France. Il obtient son diplôme de réalisation en 1997. Dès lors, il entame une carrière de réalisateur, alternant documentaire et fiction.
En 2000, son court métrage C'est pour bientôt est sélectionné à la Mostra de Venise. En 2005, il réalise un documentaire sur l’histoire de l’Iran au travers de son cinéma, Iran, une révolution cinématographique. Le film, diffusé sur Arte, est sélectionné et primé dans de nombreux festivals, notamment à Toronto, Istanbul, São Paulo, Los Angeles.
Téhéran (Tehroun), son premier long métrage de fiction obtient le prix de la Semaine de la critique à la Mostra de Venise 2009 et le grand prix du jury au festival Premiers Plans d'Angers 2010.
En 2015, il réalise un téléfilm, produit par Agat Films pour la chaîne franco-allemande Arte, Les Pieds dans le tapis.
Il préside l'association Cinéma(s) d’Iran qui organise chaque année depuis 2013 un festival du même nom.

## Filmographie
- 2000 : C'est pour bientôt
- 2006 : Iran, une révolution cinématographique
- 2009 : Téhéran
- 2015 : Les Pieds dans le tapis
- 2019 : Noces d'or

## Distinctions

### Sélections
- Festival international du film de San Francisco - 2010 : New Directors
- Festival international du film d'Istanbul - 2010 : From the World of Festivals
- New York - New Directors New Films - 2010 : Sélection officielle
- Semaine de la critique - Mostra de Venise - 2009 : Sélection officielle

### Récompenses
- Téhéran : Grand prix du jury du festival Premiers Plans d'Angers 2010
- Téhéran : Prix de la Semaine de la critique -  Mostra de Venise 2009